# Happencourt
Happencourt é uma comuna francesa na região administrativa de Altos da França, no departamento de Aisne. Estende-se por uma área de 5,18 km². Em 2010 a comuna tinha 136 habitantes (densidade: 26,3 hab./km²).